# Bunocephalus aleuropsis
Bunocephalus aleuropsis es una especie de pez de la familia Aspredinidae en el orden de los Siluriformes.

## Morfología
• Los machos pueden llegar alcanzar los 9,1 cm de longitud total.

## Alimentación
Come insectos y residuos vegetales.

## Hábitat
Es un pez de agua dulce y de clima tropical.

## Distribución geográfica
Se encuentran en Sudamérica:  cuencas de los ríos  Amazonas y Orinoco.